# Panicum arbusculum
Panicum arbusculum är en gräsart som beskrevs av Carl Christian Mez. Panicum arbusculum ingår i släktet vipphirser, och familjen gräs. Inga underarter finns listade i Catalogue of Life.